# 懐信可汗
懐信可汗（かいしんかがん、拼音：Huáixìn Kĕhàn、? - 805年）は、回鶻可汗国の第7代可汗。氏は阿跌（エディズ：Ädiz）氏、名は骨咄禄（クトゥルグ：Qutluγ）。骨咄禄将軍（クトゥルグ・センギュン：Qutluγ säŋün）とも表記される。可汗号はテングリデ・ウルグ・ボルミシュ・アルプ・クトゥルグ・キュリュグ・ビルゲ・カガン（Täŋridä uluγ bolmiš alp qutluγ külüg bilgä qaγan）であり、唐より懐信可汗の称号を加えられた。

## 生涯
骨咄禄はもと阿跌（エディズ：Ädiz）氏で、幼くして回紇の大首領に養われ、武義成功可汗の時に何度か主兵を率いたため、諸酋に慕われるようになり、回鶻可汗国の相（宰相）となる。
貞元11年（795年）2月、奉誠可汗が死去したが、彼に子がいなかったため、国人たちは骨咄禄を立てて可汗とした。骨咄禄は阿跌氏であったが、薬羅葛氏に恩義があったため、あえてその氏族名を名乗らなかった。こうして薬羅葛氏の政権が終わり、阿跌氏の政権が始まる。6月、唐は秘書監の張薦に節を持たせて骨咄禄を冊立し、滕里羅羽録没蜜施合胡禄毘伽懐信可汗の称号を授けた。
永貞元年（805年）、懐信可汗が死ぬと、唐は詔で鴻臚少卿の孫杲に臨弔させ、後継ぎを冊立して滕里野合倶録毘伽可汗とした。

## 可敦（カトゥン：皇后）
- 咸安公主

## 懐信可汗とマニ教
回鶻可汗国内において、第4代可汗の武義成功可汗（在位：779年 - 789年）以来迫害を受けてきたマニ教であったが、懐信可汗の代でふたたび受容されることとなった。そのことはトルファン出土のウイグル文書U1に「803年の羊年にウイグルのブクク汗（懐信可汗）が高昌にまでやって来て、マニ教東方大司教区のトップである慕闍（モジャク）に会い、マニ教団第三位の高僧であるマヒスタクを3人もモンゴリアに設置することを相談した」とあることによってわかる。

## 参考資料
- 『旧唐書』（本紀第十三 徳宗下、列伝第一百四十五 迴紇）
- 『新唐書』（列伝第一百四十二上 回鶻上）
- 森安孝夫『興亡の世界史05 シルクロードと唐帝国』（講談社、2007年、ISBN 9784062807050）